# Basílica de São Lourenço em Dâmaso
San Lorenzo in Damaso ou Basílica de São Lourenço em Dâmaso é uma igreja titular e basílica menor na região central de Roma, Itália, incorporada ao Palazzo della Cancelleria.
O cardeal-presbítero protetor do título de São Lourenço em Dâmaso é Antonio Rouco Varela, arcebispo emérito de Madrid.

## História
Evidências arqueológicas sugerem que havia no local um templo pagão, como é o caso de diversas outras igrejas de Roma. A primeira evidência documental de uma igreja no local é uma referência nos atos de um sínodo convocado pelo papa Símaco (499) de um Titulus Damasi. De acordo com a tradição, na década de 380, uma basílica foi construída pelo papa Dâmaso I em sua própria casa e seria uma das muitas dedicadas ao mártir e diácono romano São Lourenço de Roma, incluindo a mais antiga e, na época, afastada do centro, San Lorenzo fuori le mura, que foi reconstruída pelo mesmo papa. O edifício original de San Lorenzo in Damaso foi demolido pelo cardeal Raffaele Riario, sobrinho do papa Sisto IV, que encomendou o imponente Palazzo della Cancelleria (1489–1513) em estilo renascentista. O palácio foi construído utilizando pedras e spolia de edifícios romanos próximos, incluindo o Coliseu e o Teatro de Pompeu, e anexou San Lorenzo em sua ala direita, cuja fachada hoje está no número da Piazza della Cancelleria, do lado direito da fachada do palácio.
O arquiteto da igreja (e do palácio) é incerto. O projeto já foi atribuído a Francesco di Giorgio Martini e Baccio Pontelli, enquanto Titi sugere Bramante como autor e outros autores já citaram Giuliano da Sangallo e Andrea Bregno. A reconstrução da igreja também foi atribuída por Titi a Bramante.
A última reforma da igreja, em 1944, ocorreu depois que um incêndio danificou a basílica.

## Interior
A decoração do interior começou com encomendas feitas pelo morador do palácio, o cardeal Alessandro Farnese, no século XVI. As paredes do lado direito da contra-fachada foram pintadas por Cavaliere d'Arpino. O altar-mor ostenta uma tela representando "Santos e a Coroação da Virgem", de Zuccari. Abaixo dele estão as relíquias do papa Santo Eutiquiano e do papa São Dâmaso I. À direita do altar está uma cópia de uma estátua de "Santo Hipólito de Roma" (a original foi restaurada e está hoje na Biblioteca Vaticana). Conta a lenda que Hipólito se converteu ao cristianismo por obra de São Lourenço. Esta cópia foi encomendada para a igreja pelo cardeal Pietro Ottoboni.
O portal principal foi projetado por Vignola e imediatamente à direita da entrada está o Memorial a Alessandro Valtrini, um ministro do papa Urbano VIII, projetado por Bernini em 1639. O segundo vestíbulo abriga estátuas de São Francisco Xavier e São Carlos Borromeo, de Stefano Maderno.

### Capelas
À direita da entrada está uma capela projetada por Nicola Salvi por encomenda do cardeal Tommaso Ruffo no final do século XVIII. No teto está um afresco da "Glória de São Nicolau", de Corrado Giaquinto, e a peça-de-altar é uma "Virgem com São Filipe Neri e São Nicolau", de Sebastiano Conca. À esquerda da entrada está a "Capela do Santíssimo", encomendada pelo cardeal Ottoboni e decorada com afrescos de Andrea Casali. A peça-de-altar é uma "Última Ceia" de Vincenzo Berrettini (Pietro da Cortona).
Na primeira capela à direita da nave está um monumento do século XIX dedicado ao príncipe Camillo Massimi e sua esposa, obras respectivamente de Filippo Gnaccarini e Pietro Tenerani. A segunda abriga o túmulo de Pellegrino Rossi, o último ministro dos Estados Papais, sob o papa Pio IX, de Pietro Tenerani. Seu assassinato em 1848 no palácio vizinho foi um dos eventos que levariam à fuga do papa para o Vaticano e à anexação dos Estados Papais ao Reino de Itália.
A primeira capela à esquerda abriga o túmulo e o monumento funerário do cardeal Ludovico Trevisan, patriarca de Aquileia, decorado com uma estátua reclinada de Paolo Romano. Na segunda está o túmulo de Fra Annibale Caro (1566), obra de Giovanni Antonio Dosio.
Na capela perto da sacristia está uma peça-de-altar, "Madonna delle Gioie", de Niccolò Circignani, dito il Pomarancio, e duas estátuas de prata de São Lourenço e São Dâmaso de Ciro Ferri.
Há ainda uma capela dedicada ao Sagrado Coração de Jesus e que abriga um retrato do papa Leão XIII proclamando as estátuas da "Piedosa União do Sagrado Coração de Jesus" na capela, obras do arquiteto do século XIX. A fundação desta fraternidade foi celebrada nesta igreja em 1883.
A capela da "Santíssima Conceição" foi completada e decorada com afrescos (1635–1638) pelo jovem Pietro da Cortona. Está ali também o monumento ao cardeal Trevisan (1505).

## Galeria

Imagens da igreja
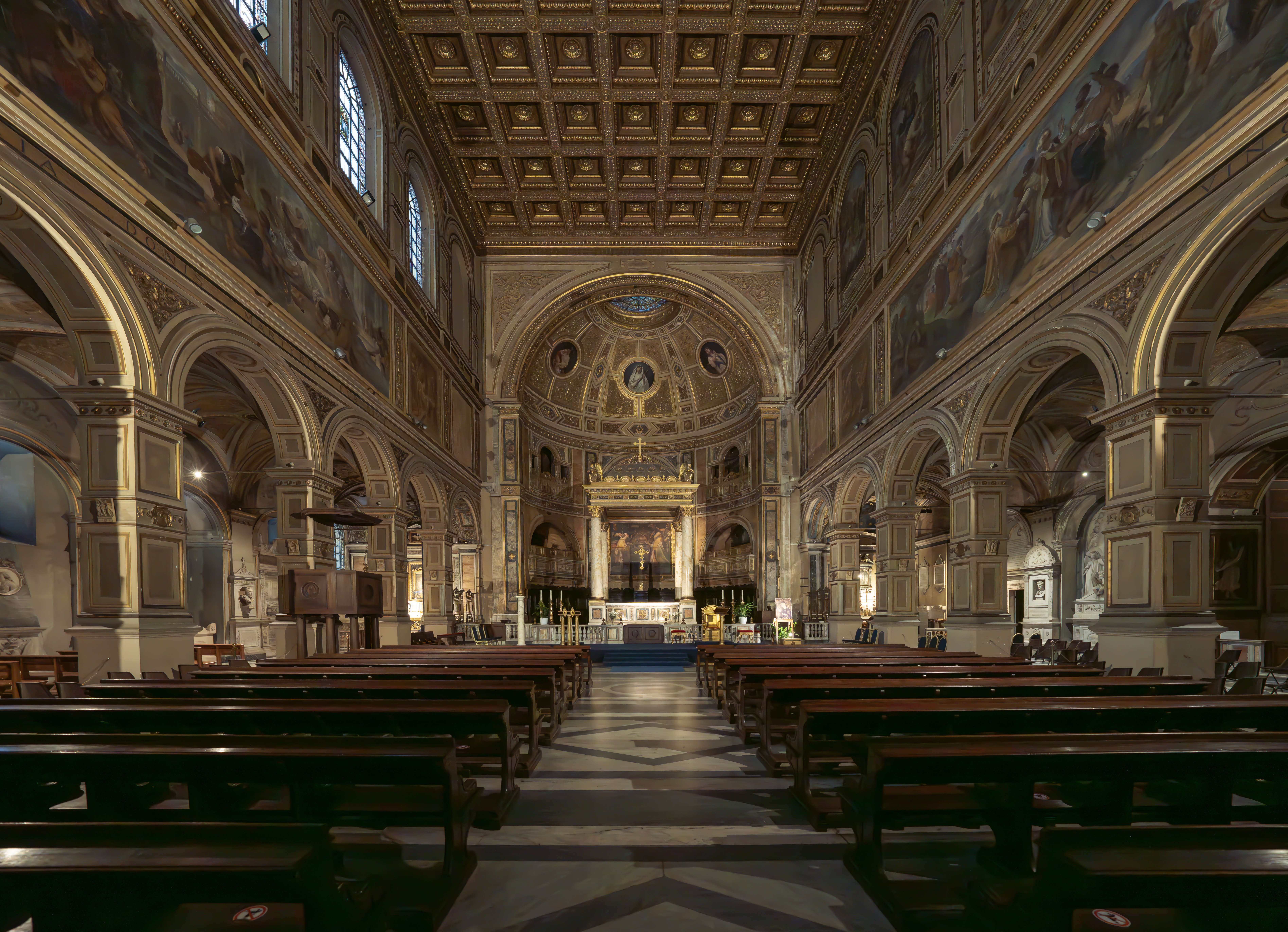
Vista do interior
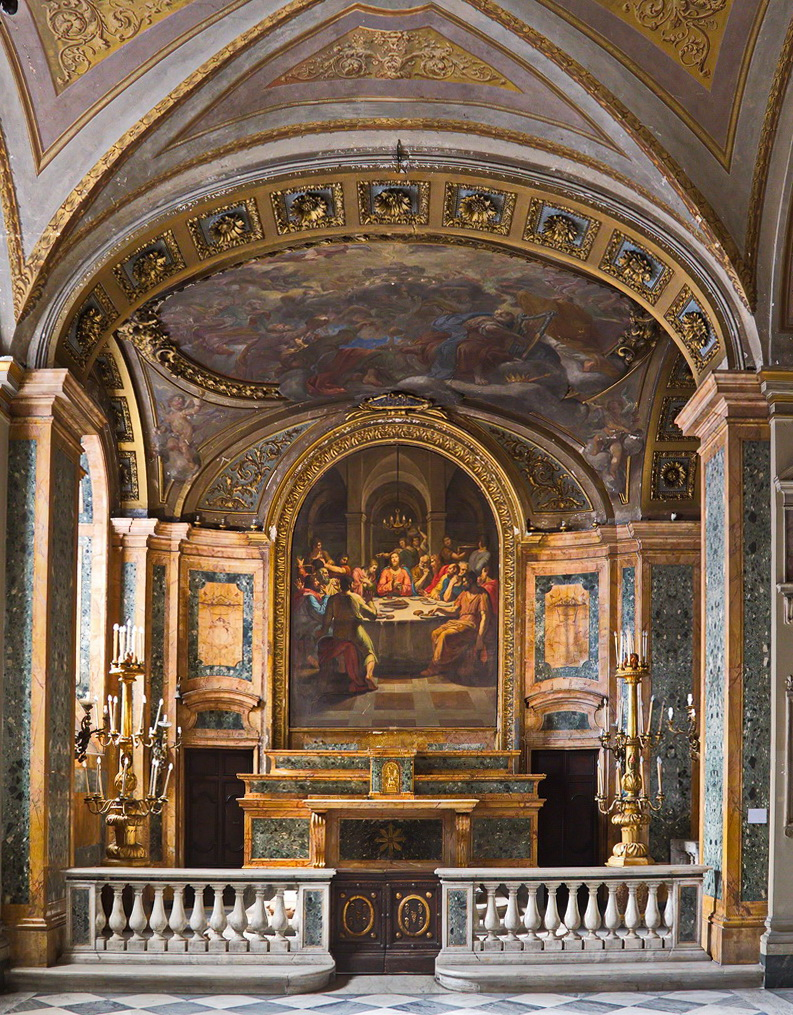
Capela do Santíssimo
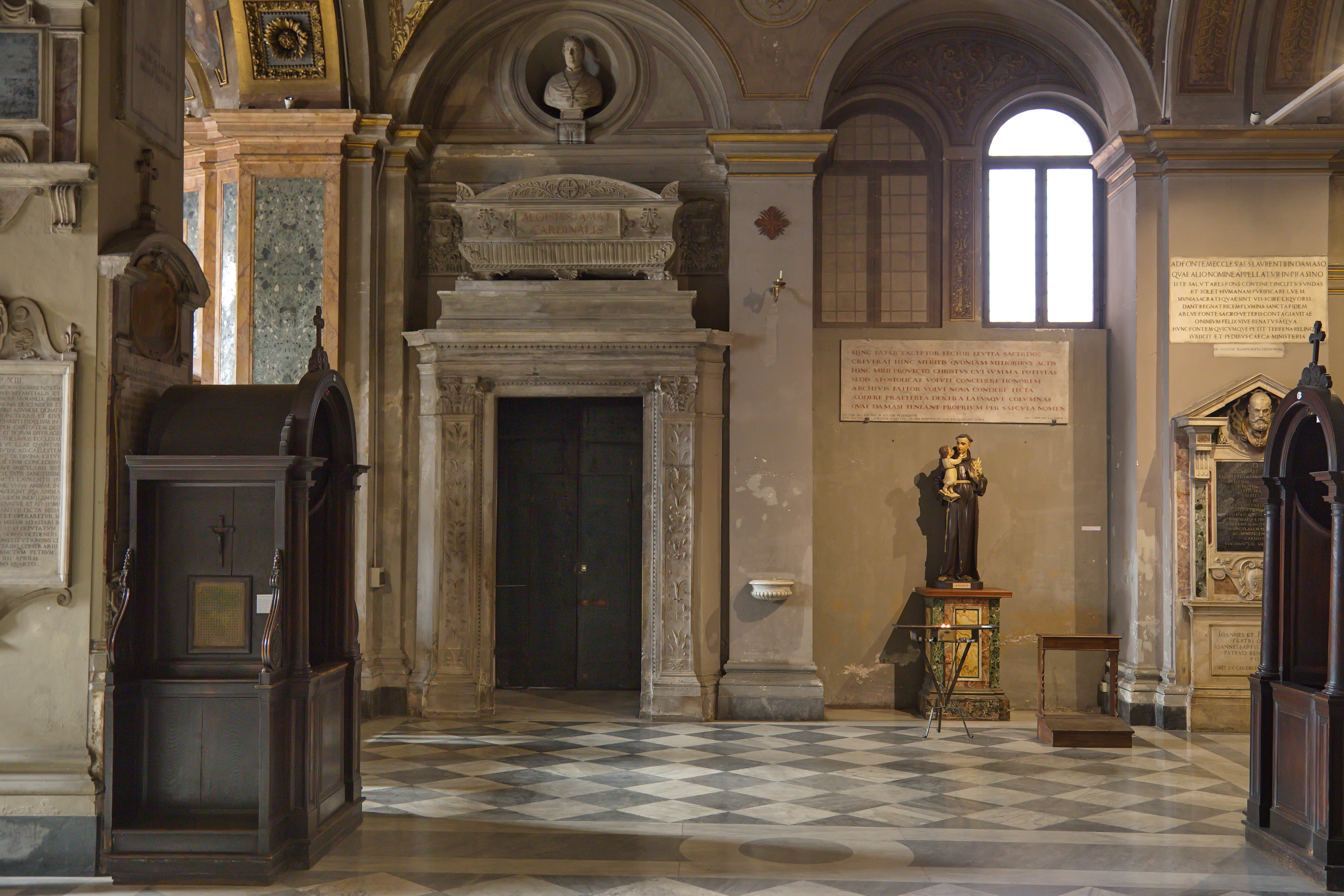
Saída para a praça de Bramante
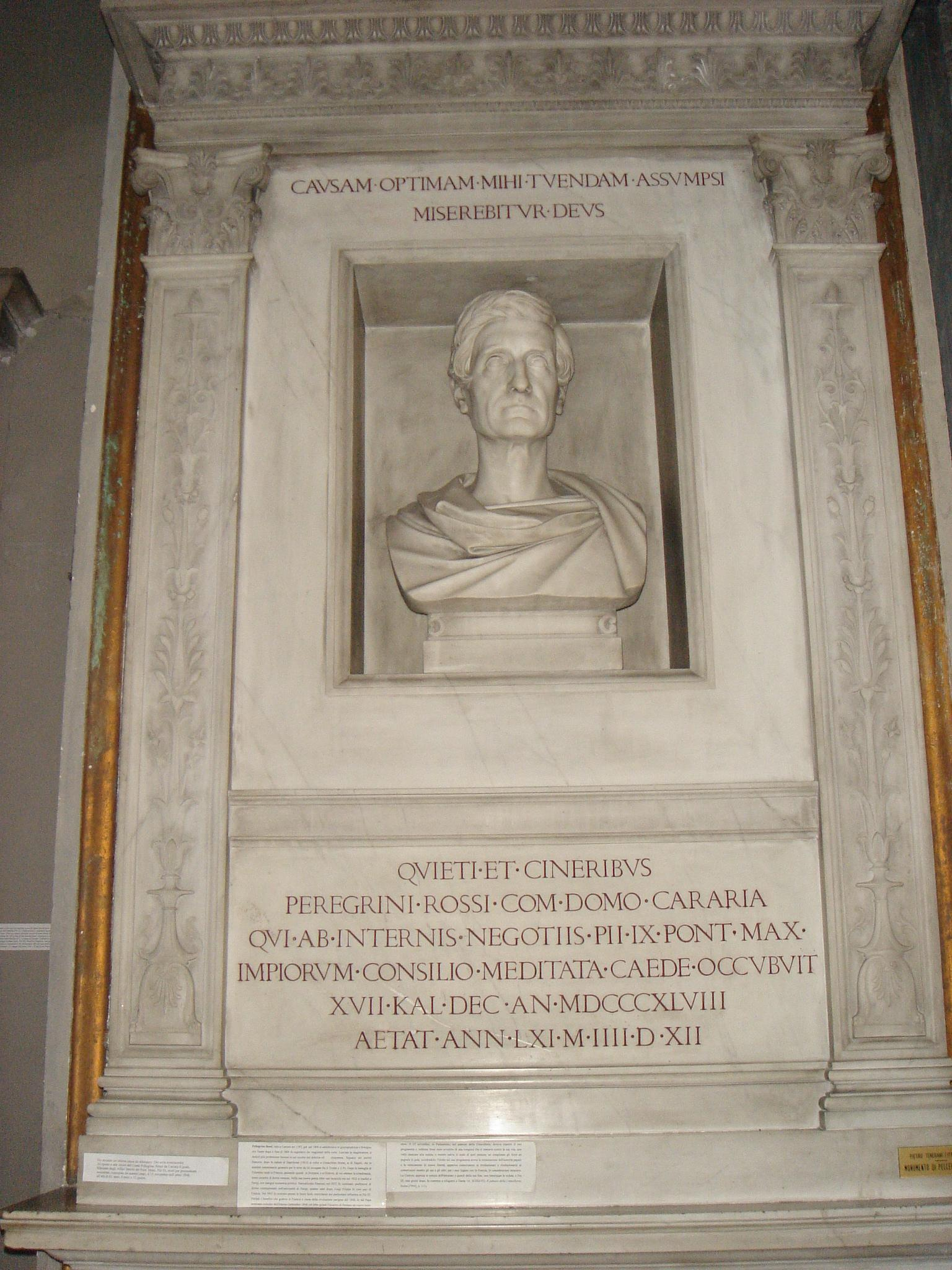
Túmulo de Pellegrino Rossi